# Bergsspexet
Bergsspexet, eller Konglig Bergs Spectacle Sellskap, vid Kungliga Tekniska högskolan i Stockholm är idag Sveriges äldsta kontinuerligt årligen återkommande teknologspex.
Grundaren och spexets första verkmestare var Tore ”Pekka” Norén, professor emeritus i svetsteknologi. Han författade bl.a. "När jag är fuller".

## Spexförteckning
- 2024/2025 Det stålta Järnälvssundshotellet
- 2023/2024 1984
- 2022/2023 Mjölby Riksbank
- 2021/2022 Stockholms Blodbad
- 2020/2021 De ogjutbara
- 2019/2020 Balladen om de dödsdömda
- 2018/2019 Jubileumsspexet Regalskeppet Wasa
- 2017/2018 Fram mot Mars
- 2016/2017 Bergaskatten i Luossavaara
- 2015/2016 Häxprocesserna
- 2014/2015 Spexception
- 2013/2014 Vikingarna
- 2012/2013 Gustav
- 2011/2012 De fyra musketörerna (nyuppsättning)
- 2010/2011 Skotten i Sarajevo
- 2009/2010 Finn Malmgren
- 2008/2009 Kronprins/essa
- 2007/2008 Guy Fawkes
- 2006/2007 Månen Tur och otur
- 2005/2006 Regalspexet Vasa
- 2004/2005 August Strindberg
- 2003/2004 Bergs Aid
- 2002/2003 Gustav III
- 2001/2002 Robin in da Hood
- 2000/2001 Tarzan
- 1999/2000 Tärnaby bruk
- 1998/1999 Gallileo
- 97/98 År Noll
- 96/97 Andreés Luftfärd
- 95/96 Dagen B
- 94/95 Gulfeber
- 93/94 Dackefejden
- 93 Jubileumsspexet Bellman
- 92/93 Columbus
- 91/92 Den stora stöten
- 90/91 Drottning Kristina
- 89/90 Newton
- 88/89 Krig Ett
- 87/88 Fänrik Stål
- 86/87 Pizarro och Inkaskatten
- 85/86 Engelbrekt
- 84/85 General Custer
- 83/84 Alfred Nobel
- 82/83 Luther
- 81/82 Ryska revolutionen
- 80/81 Snorre Strulasson
- 79 Åh! Carl-Gustav
- 78 Tutanchamon
- 77 Odysseus
- 76 Nyköpings Gästabud
- 75 Lord Nelson
- 74 Karl XII
- 73 Ferdinand och Isabella
- 72 Gulfeber
- 71 Robin Hood
- 70 Archimedes
- 69 Franska revolutionen
- 68 Ansgar
- 67 Sokrates
- 66 Lucretzia
- 65 De fyra musketörerna
- 64 Carl
- 63 Hur vred är tiden
- 62 Ane hin gamle
- 61 Gösta
- 60 Isabella
- 59 De fyra musketörerna
- 58 Gulfeber
- 57 Hur vred är tiden
- 56 Sokrates
- 55 Akilles
- 53 Quo Badis
- 52 Isabella
- 51 Hoppla
- 50 Kanastra
- 49 Gulfeber
- 48 Den lille amorinen
- 47 Theseus och Ariadne
- 45 Hjalmar
- 44 Den sköna Lucrezia
- 43 Osquarius